# فهرست آثار ملی استان سیستان و بلوچستان
این صفحه فهرستی از آثار ملی استان سیستان و بلوچستان را نشان می‌دهد.
| ردیف | شماره ثبت | نام اثر           | قدمت         | شهرستان     | تاریخ ثبت  | موقعیت                                  | شهر          |
| ۱    | ۵۴۸       | گورستان تارخی گشت | ۲۵۰۰ سال     | سراوان      | ۱۳۴۵/۰۲/۱  | شهر گشت                                 | شهر گشت      |
| ۲    | ۱۰۳۰      | تپه نمکی میرعمر   | پیش از تاریخ | سراوان      | ۱۳۴۵/۰۲/۱  | شرق شهر گشت                             | شهر گشت      |
| ۳    | ۱۷۵۱      | قلعه سب           | دوره قاجار   | سیب و سوران | ۱۳۷۵/۰۷/۱۸ | روستای سب                               | شهر سوران    |
| ۴    | ۱۸۹۸۳     | شهر سوخته         | پیش از تاریخ | هامون       | ۱۳۸۵/۱۲/۲۸ | دهستان لوتک، ۸ کیلومتری شهر جدید رامشار | شهر رامشار   |
| ۵    | ۱۱۹       | آتشکده کرکویه     | ساسانیان     | هیرمند      | ۱۳۱۰/۱۰/۰۵ | روستای کریم کشته                        | شهر دوست‌محمد |
| ۶    | ۲۱۳۵      | قلعه مچی          | دوره صفوی    | هامون       | ۹ آذر ۱۳۷۷ | ۶ کیلومتری شهر شوخته                    | محمدآباد     |

توضیح * :این علامت به معنی تخریب اثر تاریخی می‌باشد. اما بر حسب قوانین میراث فرهنگی نمی‌توان نام اثر را از فهرست خارج کرد و محوطه آن نیز وجود دارد.